# Ан-Насір аль-Хасан бін Алі
Ан-Насір аль-Хасан бін Алі (араб. الحسن بن علي بن داود; помер 1615) — імам Зейдитської держави у Ємені.